# Asterodiscides
Asterodiscides is een geslacht van zeesterren uit de familie Asterodiscididae.

## Soorten
- Asterodiscides belli Rowe, 1977
- Asterodiscides bicornutus Lane & Rowe, 2009
- Asterodiscides cherbonnieri Rowe, 1985
- Asterodiscides crosnieri Rowe, 1985
- Asterodiscides culcitulus Rowe, 1977
- Asterodiscides elegans (Gray, 1847)
- Asterodiscides fourmanoiri Rowe, 1985
- Asterodiscides grayi Rowe, 1977
- Asterodiscides helonotus (Fisher, 1913)
- Asterodiscides japonicus Imaoka, Irimura, Okutani, Oguro, Oji & Kanazawa, 1991
- Asterodiscides lacrimulus Rowe, 1977
- Asterodiscides macroplax Rowe, 1985
- Asterodiscides multispinus Rowe, 1985
- Asterodiscides pinguiculus Rowe, 1977
- Asterodiscides soleae Rowe, 1985
- Asterodiscides tessellatus Rowe, 1977
- Asterodiscides truncatus (Coleman, 1911)
- Asterodiscides tuberculosus (Fisher, 1906)